# 多聴多読マガジン
多聴多読マガジン（たちょうたどくまがじん）は、株式会社コスモピアが2006年12月に創刊した英語学習雑誌。創刊当時は、季刊だったが、2008年4月から隔月刊となった。

## 概要
やさしい英語をたくさん聴き、たくさん読むのが英語学習の王道という視点から、毎回、実際のやさしい読み物が掲載されているのが特徴。また、付属CDもある。